# Madahallikaval, Nagamangala
Madahallikaval là một làng thuộc tehsil Nagamangala, huyện Mandya, bang Karnataka, Ấn Độ.